# Ernst Hartwig
Carl Ernst Albrecht Hartwig (Frankfurt am Main, 14 de janeiro de 1851 — 3 de maio de 1923) foi um astrônomo alemão.
Em 20 de agosto de 1885 descobriu uma nova estrela na galáxia de Andrômeda. Esta foi designada supernova S Andromedae. Durante a campanha de observação do cometa 6P/d'Arrest ele identificou cinco objetos NGC quando trabalhava no Observatório de Estrasburgo. Em 1874 tornou-se assistente no observatório de Estrasburgo, em 1884 astrônomo no Observatório de Dorpat e em 1887 diretor do Observatório de Bamberg.
A Académie des Sciences concedeu-lhe o Prêmio Valz de 1902 por suas observações com heliômetro e trabalho sobre estrelas variáveis. A cratera lunar Hartwig e a cratera marciana Hartwig foram ambas denominadas em sua homenagem.

## Obituário
- AN 219 (1923) 185/186 (em alemão)